# Malva verticillata
La malva crespa o malva rizada (Malva verticillata) es una especie de planta herbácea del género Malva, dentro de la familia Malvaceae, es nativa de Asia oriental.

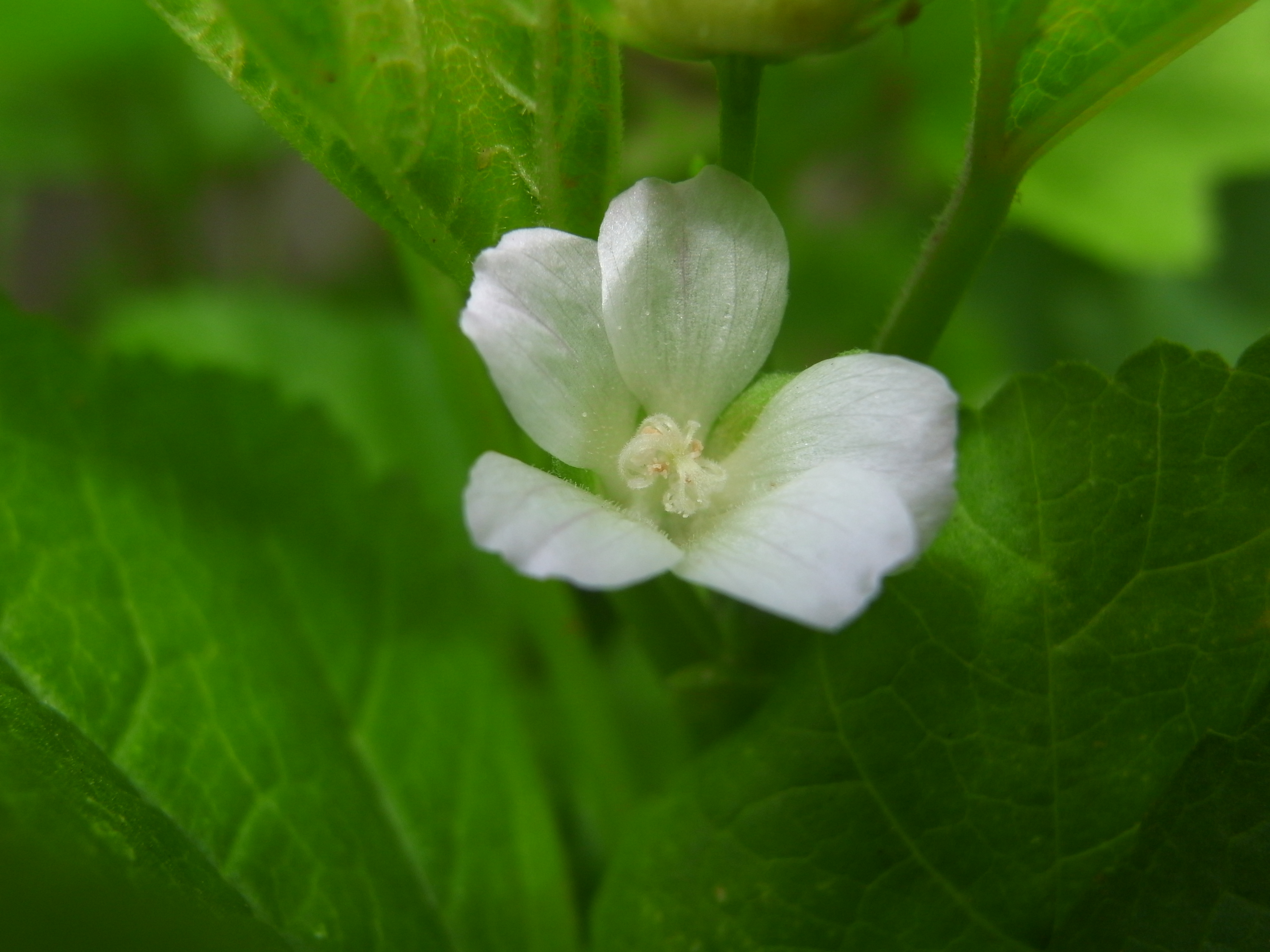
M. verticillata flor

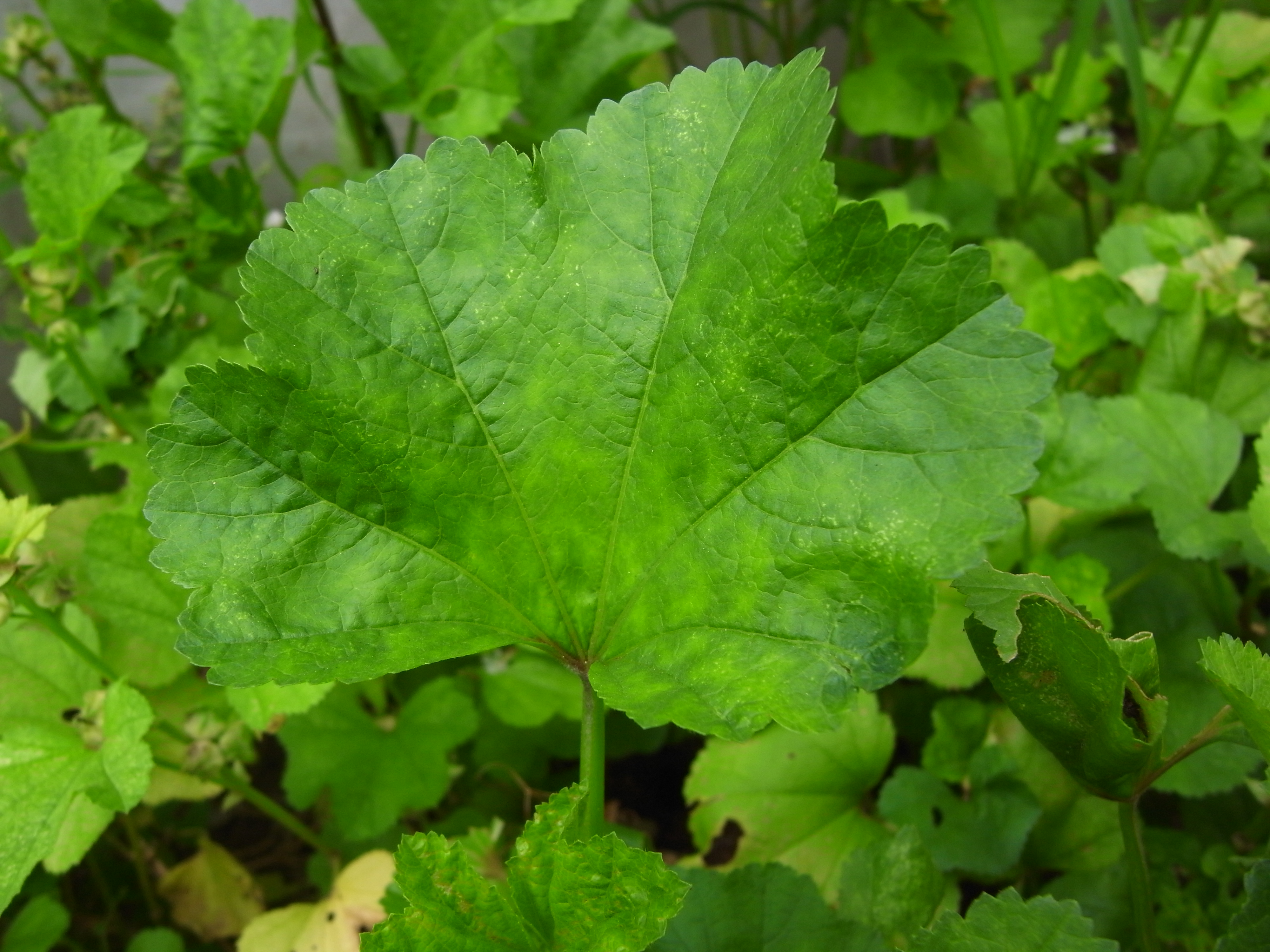
M. verticillata hojas

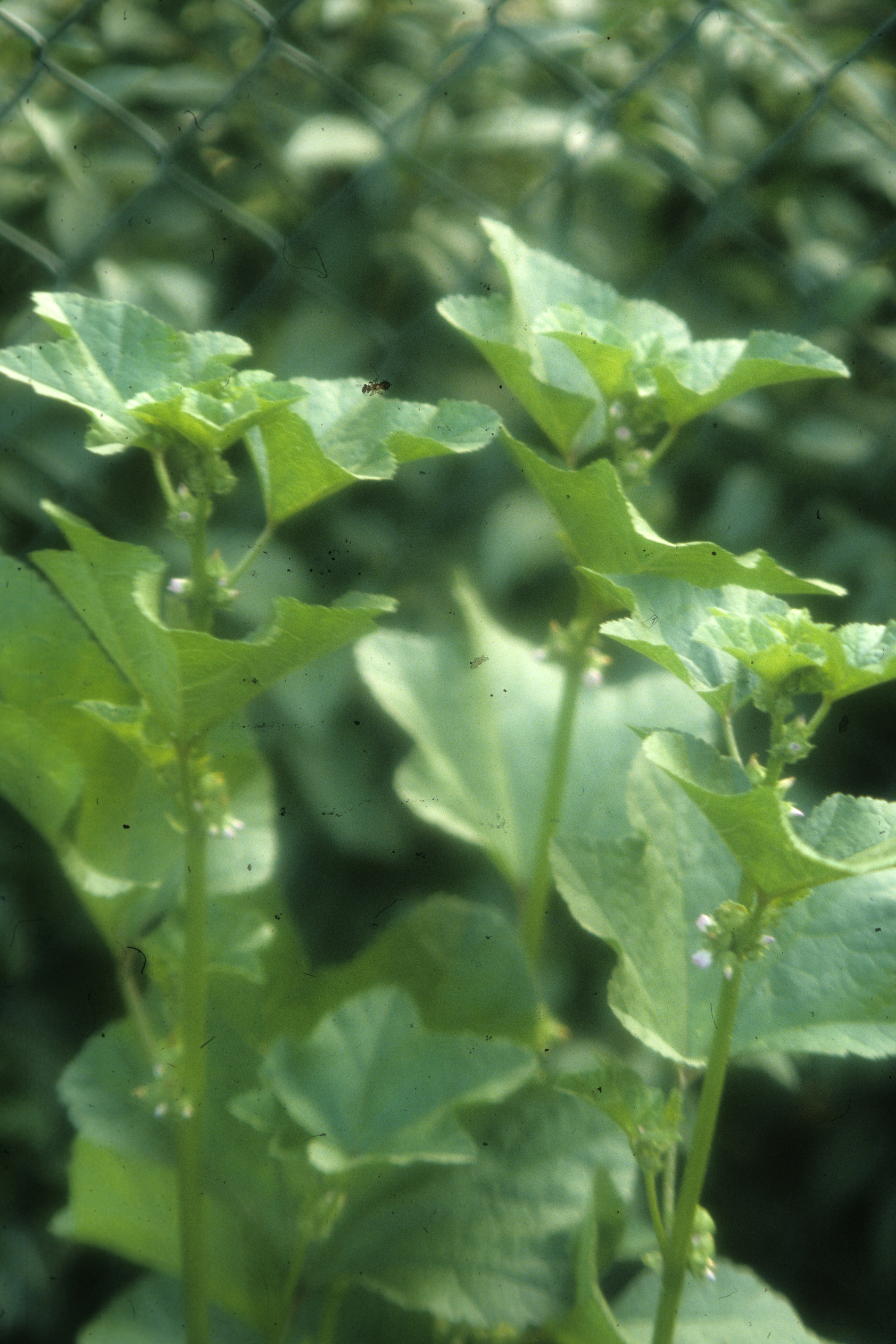
M. verticillata parte aérea

## Descripción
Es una planta bienal o anual que alcanza un tamaño de hasta 1,7 metros de alto y puede habitar en zonas boscosas de los diferentes tipos de suelo. En climas templados, florece de julio a septiembre y las semillas de agosto a octubre. Las flores de la planta son autofértiles, pero también pueden ser propagadas por los insectos.
La planta tuvo gran importancia en la alimentación en la pre dinastía Han de China y ampliamente cultivada. Se menciona en Huangdi Neijing como una de las cinco hierbas consumibles (五菜) que incluía la malva (葵), guisante hojas (藿), Allium macrostemon (薤), cebolla de Gales (蔥) y ajo cebollino (韭).

## Taxonomía
Malva verticillata fue descrita por Carlos Linneo y publicado en Species Plantarum 2: 689. 1753.
Etimología
Malva: nombre genérico que deriva del Latín malva, -ae, vocablo empleado en la Antigua Roma para diversos tipos de malvas, principalmente la malva común (Malva sylvestris), pero también el "malvavisco" o "altea" (Althaea officinalis) y la "malva arbórea" (Lavatera arborea). Ampliamente descritas, con sus numerosas virtudes y propiedades, por Plinio el Viejo en su Historia naturalis (20, LXXXIV).
verticillata: epíteto latíno que significa "verticilada"
Sinonimia
- Althaea crispa (L.) Alef.
- Althaea verticillata (L.) Alef.
- Malva chinensis Mill.
- Malva crispa (L.) L.
- Malva meluca Graebn. ex Medw.
- Malva meluca Graebn. ex P. Medw.
- Malva mohileviensis Downar
- Malva pulchella Colla
- Malva pulchella Bernh.[9]